# 신도초등학교 (경기)
신도초등학교(新都初等學校)는 대한민국 경기도 부천시 소사구에 있는 공립 초등학교이다.

## 학교 연혁
- 1993년 10월 20일: 개교
- 2015년 9월 1일: 제7대 고영상 교장 부임

## 참고 자료
- 신도초등학교 - 한국교육학술정보원 학교알리미